# Ганзбург Ізраїль Григорович
Ізра́їль Григо́рович Га́нзбург (* 5 жовтня 1923, Ромни — † 7 жовтня 1995, Харків) — український тромбоніст, педагог.

## Життєпис
Народився 5 жовтня 1923 року в м. Ромни. Батько Ізраїля Ганзбурга, Григорій Ізраїльович пропав безвісти під час Другої світової війни, мати Фаїна Мілявська була страчена німцями в м. Ромни під час Другої світової війни.

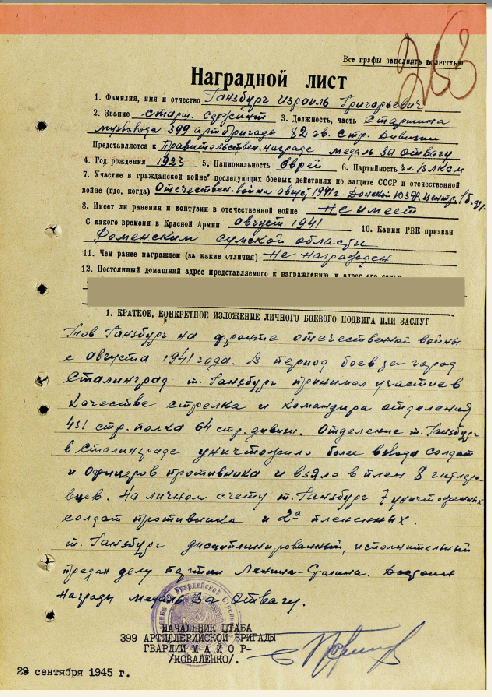
З архіву Міністерства оборони РФ

У 1941 — 1945 роках учасник німецько-радянської війни, учасник бойових дій (стрілець, командир відділення 341 стрілецького полку 64 стрілецькою дивізії, старшина музвзводу 399 артилерійської бригади 82 стрілецької дивізії).
У 1952 році закінчив Харківську державну консерваторію по класу Миколи Кашиця та В. О. Туського.
В Харкові, 26 грудня 1953 року одружився з Цейнер Олександрою Олександрівною (1927-2022). 
Музикант та диригент військових оркестрів (1942 — 1950), артист оркестру оперної студії Харківської державної консерваторії (1950 — 1953), соліст оркестру Харківського державного академічного театру опери та балету імені Миколи Лисенка (1953—1978), 
Викладав  у Харківському музичному училищі імені Бориса Лятошинського з 1953 по 1995 рік. 
Також викладав у Харківському інституті мистецтв імені Івана Котляревського (1973 — 1978) — по класу тромбона, туби, інструментознавства, інструментовки, методики викладання гри на духових інструментах. 
У 1960 році Ізраїль Ганзбург учасник Декади української літератури і мистецтва в Москві.
У 1950-х — 1980-х роках Ізраїль Ганзбург організатор та диригент чисельних духових оркестрів (зокрема оркестру Харківського авіаційного інституту).
Член Всеукраїнської музичної спілки (1995). 
Серед учнів Олександр Новаков, Леонід Виноградов, Борис Бакатанов.
Похований на Харківському міському кладовищі №2.
Батько музикознавця  Григорія Ганзбурга.

## Література

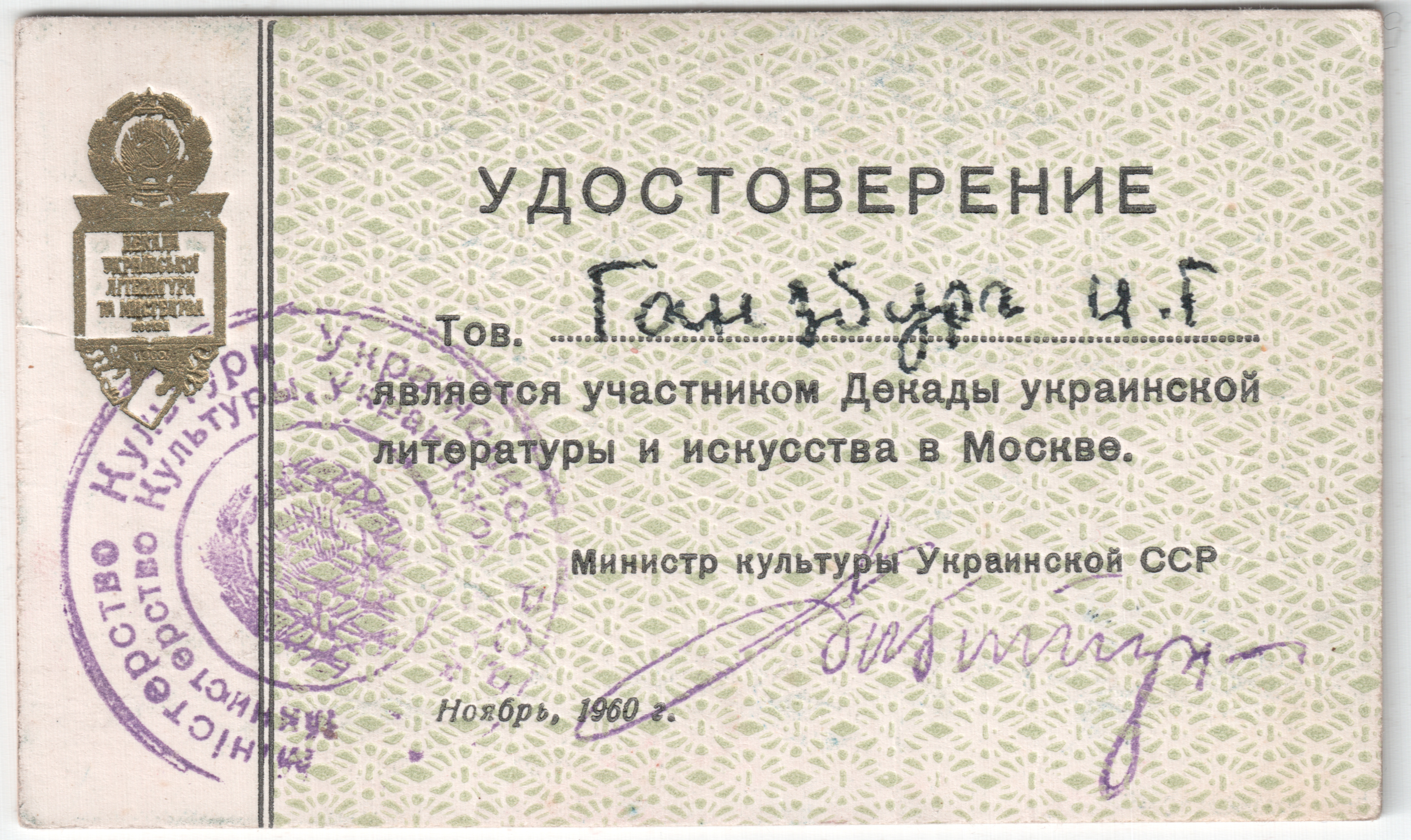